# Ivo Ulich
Ivo Ulich (nacido el 9 de septiembre de 1974) es un exfutbolista checo que se desempeñaba como centrocampista.
Ivo Ulich jugó 8 veces para la selección de fútbol de República Checa entre 1997 y 2000.

## Trayectoria

### Clubes
| Club                     | País            | Año         |
| ------------------------ | --------------- | ----------- |
| Hradec Králové           | República Checa | 1992 - 1996 |
| VTJ Karlovy Vary         | República Checa | 1993 - 1994 |
| Slavia Praga             | República Checa | 1996 - 2001 |
| Borussia Mönchengladbach | Alemania        | 2001 - 2006 |
| Vissel Kobe              | Japón           | 2005        |
| Dinamo Dresde            | Alemania        | 2006 - 2008 |

### Selección nacional
| Selección | País            | Año       |
| --------- | --------------- | --------- |
| Absoluta  | República Checa | 200 - 200 |

## Estadística de equipo nacional
| Selección de fútbol de República Checa | Selección de fútbol de República Checa | Selección de fútbol de República Checa |
| Año                                    | Part.                                  | Goles                                  |
| -------------------------------------- | -------------------------------------- | -------------------------------------- |
| 1997                                   | 3                                      | 0                                      |
| 1998                                   | 2                                      | 0                                      |
| 1999                                   | 1                                      | 0                                      |
| 2000                                   | 2                                      | 1                                      |
| Total                                  | 8                                      | 1                                      |